# Chagunius chagunio
Chagunius chagunio es una especie de peces de la familia de los
Cyprinidae en el orden de los Cypriniformes. Comúnmente llamado "rewa" en Nepal.

## Morfología
- Los machos pueden llegar alcanzar los 50 cm de longitud total.[2][3]

## Hábitat
Es un pez de agua dulce y de clima tropical.

## Distribución geográfica
Se encuentran en Asia: la India, Bangladés, Pakistán, Tailandia, Myanmar y Nepal.